# Руибаль, Айтор
Айто́р Руибаль Гарси́я (исп. Aitor Ruibal García; 22 марта 1996, Сальен, Испания) — испанский футболист, нападающий клуба «Реал Бетис».

## Клубная карьера
Руибаль родился в Сальене, Каталония, и дебютировал во взрослом футболе в составе «Манресы» в сезоне 2012/2013 в региональных лигах. В 2013 году он перешёл в клуб «Корнелья», за основную команду которого сыграл в трёх матчах в сезоне 2014/2015. Дебют в составе команды состоялся 21 декабря 2014 года в матче Сегунды B против «Алькояно» (0:1). В феврале следующего года он перешёл в другую команду лиги «Оспиталет» и 19 июня 2015 года был переведён в основную команду клуба.
22 декабря 2015 года Руибаль подписал контракт на полтора года с «Бетисом», выступая за резерв клуба в третьем дивизионе. Он дебютировал за основную команду клуба 10 декабря 2017 года в чемпионате Испании, выйдя на замену в концовке матча вместо Фабиана Руиса в матче против «Атлетико Мадрид» (0:1).
10 мая 2018 года Руибаль был отдан в аренду клубу третьего дивизиона «Картахена» до 30 июня. 13 июля он стал игроком клуба Сегунды «Райо Махадаонда», также на правах аренды.
4 июля 2019 года Руибаль подписал новый трёхлетний контракт с клубом и сразу же перешёл на правах аренды в «Леганес» на один год.

## Достижения
«Реал Бетис»
- Обладатель Кубка Испании: 2021/22